# Daniel Cosío Villegas
Daniel Cosío Villegas (Ciudad de México, 23 de julio de 1898-Ciudad de México, 10 de marzo de 1976) fue un historiador, economista, sociólogo, politólogo, escritor, diplomático y académico mexicano. Fundó la Escuela Nacional de Economía (hoy Facultad de Economía) de la UNAM en 1935, de la que fue su director 1933 y 1934 y creó el Fondo de Cultura Económica que dirigió entre 1934 y 1948. También fue fundador de El Colegio de México en 1940, donde fue secretario general y su segundo presidente entre 1958 y 1963. Fue miembro de El Colegio Nacional.

## Biografía
Realizó estudios de economía en la Universidad Harvard, la Universidad de Wisconsin y la Universidad Cornell. Posteriormente recibió un máster del London School of Economics y École Libre de Sciences Politiques de París (actual Institut d'Etudes Politiques de Paris). Su doctorado fue en Economía Agrícola.
Fue uno de los pocos críticos de Luis Echeverría Álvarez en los tiempos que ejercía la presidencia de la República. Sus ácidos artículos en el periódico Excélsior destacaron sobre todo en tiempos de represión, esto molestó a Echeverría y lo hizo saber por distintos medios, por lo que Cosío Villegas consideró dejar de escribir. El secretario de Educación Victor Bravo Ahuja lo visitó y le dijo que su esposa le había pedido suplicara a don Daniel no dejar de escribir, a fin de cuentas la esposa de Bravo Ahuja resultó ser Echeverría mismo, quien de plano se bajó de su nube y le habló al historiador: Siga escribiendo. Uno de sus libros que resultó en un hito fue La sucesión presidencial (1975), en el cual explicaba varios tabúes sobre la presidencia de México que en su tiempo la retuvo el Partido Revolucionario Institucional (PRI). En 1976 publicó sus memorias que le tardaron dos años en terminar. Fue enterrado, sencillamente, en el Panteón Jardín. El gobierno quiso enviarlo a la Rotonda de los Hombres Ilustres, pero su viuda se negó. Por iniciativa de Cosío Villegas, Lázaro Cárdenas ayudó a los exiliados de la guerra civil española a llegar a México, y con ellos y con Eduardo Villaseñor y Alfonso Reyes Ochoa, entre otros muchos, se fundó La Casa de España, que después se convertiría en El Colegio de México, del cual Cosío Villegas fue fundador y presidente.

## Publicaciones polémicas
En 1947 publicó su ensayo La crisis de México, una explicación del fracaso de las promesas de la Revolución mexicana, donde expuso también que México estaba perdiendo su identidad nacional frente al inglés.
Durante el sexenio de Echeverría publicó una tetralogía de libros: El sistema político mexicano, El estilo personal de gobernar, La sucesión presidencial y La sucesión presidencial: desenlace y perspectivas. Todos de la editorial Joaquín Mortiz.
En El sistema político mexicano definió bien al sistema político posrevolucionario: «una monarquía absoluta, sexenal y hereditaria por línea transversal». Denunció el tapadismo, la corrupción y la demagogia. Calificó al sistema mexicano como: «una disneylandia democrática».
En El estilo personal de gobernar se centró en la personalidad de Echeverría, dijo que los defectos del presidente se vuelven característica del sistema mismo. Cuando el autoritarismo hace que la patología del líder se transforme en la patología del gobierno, entonces se está hablando de un sistema político enfermo y probó lo afirmado por Robert Alan Dahl: entre más se habla, menos se hace.
En La sucesión presidencial, Cosío concluyó que las características, el modo de transmisión de mando presidencial, el tapadismo, las sentó Lázaro Cárdenas cuando se vio forzado a imponer su decisión ante la inminente victoria de Juan Andreu Almazán frente a Manuel Ávila Camacho, su elección a presidente, en las elecciones de 1940. Dijo que el tapadismo era el mayor proceso de manipulación y que había perfeccionado los mecanismos de exclusión de todos de la vida política, en dado caso los grandes empresarios podían tomar alguna decisión menor. Y este se fue afinando hasta que se logró neutralizar cualquier oposición. El autoritarismo mexicano logró la perfección. 
En La sucesión presidencial: desenlace y perspectivas, Cosío describió cómo Echeverría "destapó" precandidatos ficticios mientras se reservó la decisión final. Esto se repitió hasta el final del régimen. Explicó por qué López Portillo tenía que romper con quien le dio el poder.
La polémica aparece porque Cosío criticó y externó las mañas del sistema en una época de mucha represión.
La calidad de los libros se debe, aparte de la inteligencia de Cosío, a que él estuvo cerca de su objeto de estudio, Echeverría y su gabinete, porque Echeverría "quería" a los intelectuales e invitaba a comer a Los Pinos a Cosío y su equipo.

## Cargos ejercidos
- Miembro de El Colegio Nacional, al que ingresó el 2 de abril de 1951.[2]
- Director de la Escuela Nacional de Economía de la UNAM (1933-1934).
- Director de El Trimestre Económico.
- Director del Fondo de Cultura Económica (1934-1947).
- Presidente (1957-1963) de El Colegio de México.
- Premio Nacional de Literatura de México en 1971.[3]
- Embajador de México en el Consejo Económico y Social de las Naciones Unidas de 1957 a 1968 y luego presidente del mismo en 1959.

## Gestión como director del Fondo de Cultura Económica

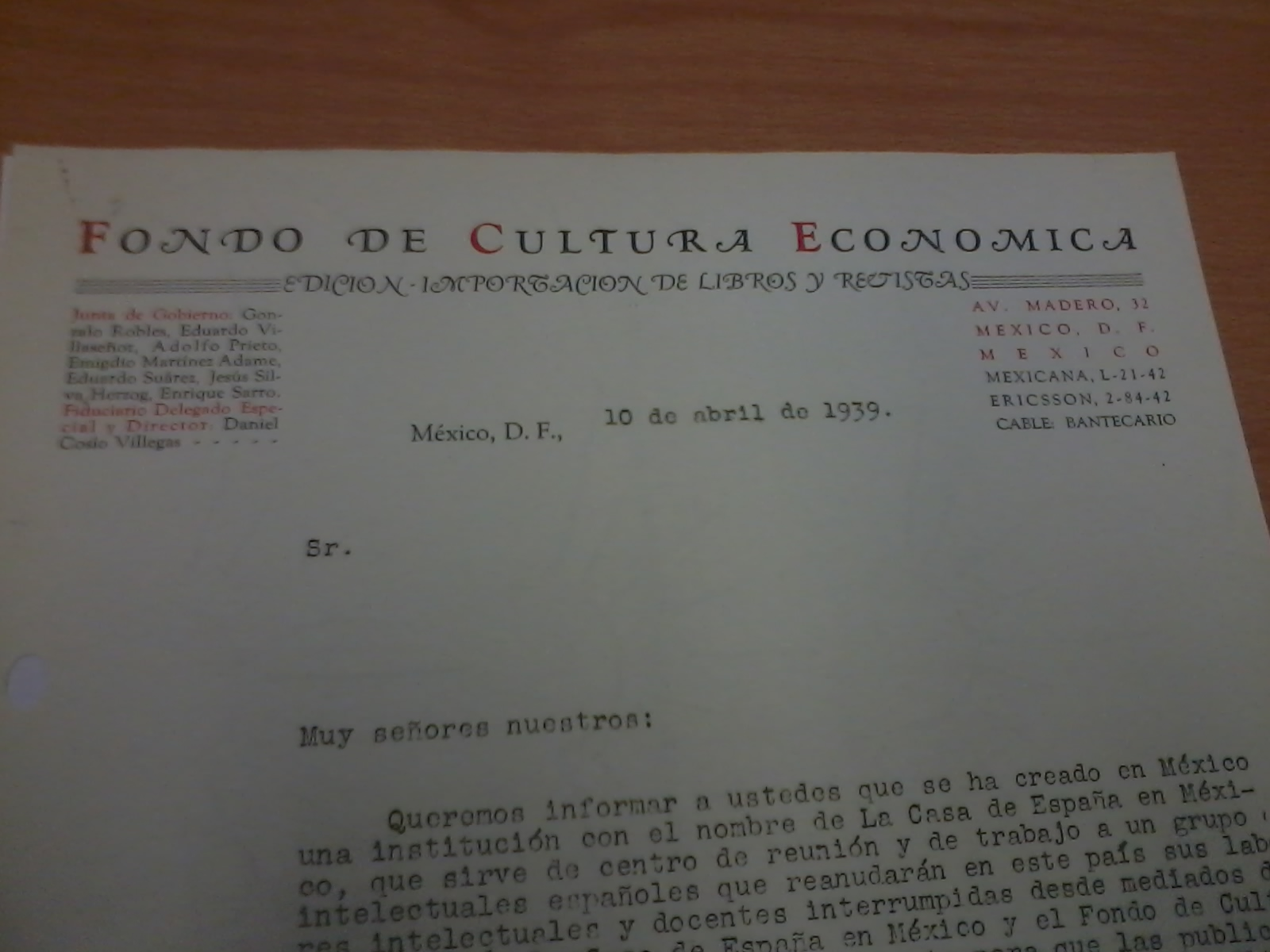
Fragmento de la carta firmada por Daniel Cosío Villegas (como director del Fondo de Cultura Económica) acerca de la creación de La Casa de España en México (Archivo Institucional o Archivo Histórico de El Colegio de México)

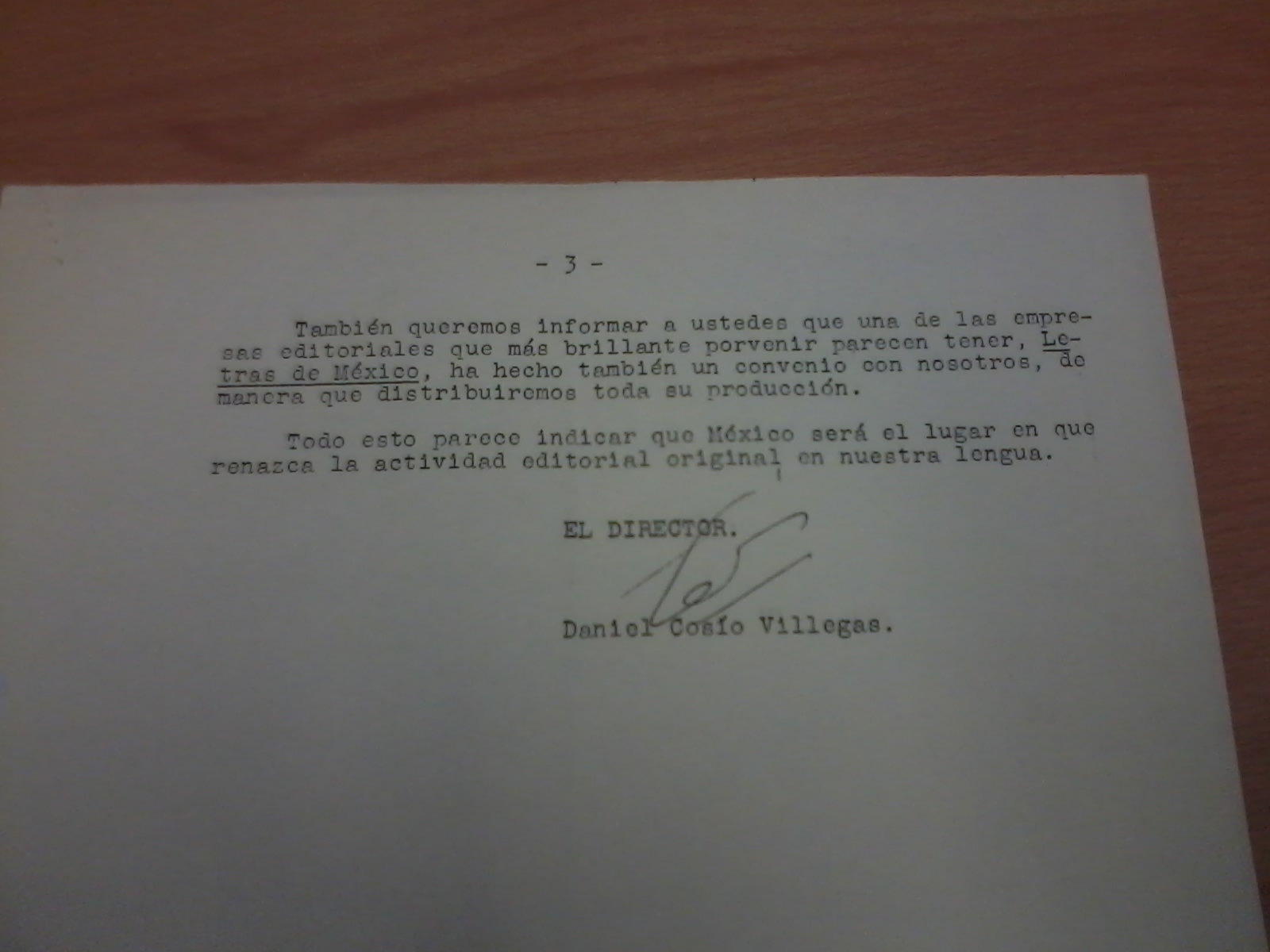
Fragmento de la carta firmada por Daniel Cosío Villegas (como director del Fondo de Cultura Económica) acerca de la creación de La Casa de España en México (Archivo Institucional o Archivo Histórico de El Colegio de México)

Durante los trece años en que el Fondo de Cultura Económica operó bajo la sabia dirección de don Daniel Cosío Villegas se publicaron 342 títulos comprendidos en las colecciones de Economía; Política y Derecho; Sociología; Historia; Tezontle; Filosofía; Antropología; Biblioteca Americana; Tierra Firme, y Ciencia y Tecnología. Asimismo, en ese lapso empezaron a promoverse y publicarse obras en español, que se sumaron a las traducciones con que inició el catálogo.
La editorial creció considerablemente en este periodo no sólo en lo que se refiere a colecciones, sino en su incursión al extranjero con miras a establecer redes de distribución. Así se inauguró, en 1945, la primera filial del FCE en Buenos Aires, Argentina bajo la dirección de Arnaldo Orfila Reynal.

## Publicaciones
- Memorándum sobre tregua aduanera
- Miniaturas mexicanas. Viajes, estampas, teorías (1922)
- Sociología mexicana (apuntes, 1924-1925)
- La cuestión arancelaria en México (1932)
- Estudio sobre la creación de un organismo económico-financiero panamericano (1933)
- Aspectos concretos del problema de la moneda en Montevideo (1934)
- La crisis de México (1947)
- Extremos de América (1949)
- La historiografía política del México moderno (1953)
- Porfirio Díaz en la revuelta de La Noria (1954)
- La República restaurada
- La vida política (1955)
- Estados Unidos contra Porfirio Díaz (1956)[4]
- La Constitución de 1857 y sus críticos (1957)
- El porfiriato. Vida política exterior (2 t., 1960 y 1963)
- Cuestiones internacionales de México, una bibliografía (1966)
- Ensayos y notas (1966)
- El porfiriato. La vida política interior (2 t., 1970 y 1973)
- El sistema político mexicano (1972)
- El estilo personal de gobernar (1974)
- La sucesión presidencial (1975)
- La sucesión presidencial: desenlaces y perspectivas (1975)
- Memorias (1976)